# Krones
Krones AG — ведущая компания по производству технологического и упаковочного оборудования для пищевой промышленности — главным образом, для производства напитков. Krones выпускает различные виды установок и машин, предназначенных для всех этапов производственного процесса — от производства продукта, его розлива и маркировки, до финальной упаковки и подготовки к отгрузке, а также интегрирует производственные IT-системы.

## История
Появление компании Krones тесно связано с экономическим подъёмом в Германии после Второй мировой войны. В 1951 году Герман Кронзедер, отец нынешнего председателя правления, начал производство полуавтоматических этикеточных машин собственной конструкции в городе Нойтраублинг. Благодаря стабильному успеху этих машин, с 1960-х годов производство было расширено, начался выпуск упаковочных машин и систем автоматизированного розлива. В 1980 году компания Krones стала акционерным обществом (Aktiengesellschaft).
За последние два десятилетия XX века компания совершила ряд поглощений, расширив свой ассортимент выпускаемой продукции:
- 1983 год: компания «Anton Steinecker Maschinenfabrik», город Фрайзинг (производство пивоваренных цехов)
- 1988 год: компания «Zierk Maschinenbau GmbH», город Фленсбург (производство машин для мытья бутылок)
- 1998 год: компания «Max Kettner GmbH», город Розенхайм (производство упаковочных машин)
- 2000 год: компания «Sander Hansen A/S», Брённбю, Дания (производство систем пастеризации)[3]

## Деятельность
Центральный офис Krones находится в Нойтраублинге, неподалёку от Регенсбурга (Бавария). В Krones работает в общей сложности 12 285 сотрудников, из них 9 098 — в Германии. Новые машины и установки производятся исключительно на немецких заводах (в Нойтраублинге, Ниттенау, Фленсбурге, Фрайзинге и Розенхайме). В настоящее время Krones является экспортно-ориентированной компанией: свыше 80 % оборота приходится на зарубежные страны, в которых она представлена 40 дочерними предприятиями. Деятельность Krones охватывает широкий спектр — от поставки индивидуальных упаковочных и маркировочных машин, до разработки со сдачей «под ключ» крупных проектов, включая готовые линии производства и розлива в бутылки, консервирования для всех видов продуктов, напитков и молочных продуктов, а также пивоваренные цеха и комплектные пивоварни. Krones является единственным производителем установок для розлива напитков, владеющим методом обработки и вторичной переработки ПЭТ-бутылок «bottle-to-bottle recycling», дающим возможность вторичного использования ПЭТ-бутылок в пищевой промышленности.
При разработке новых установок и машин с наиболее бережным использованием электроэнергии и сырья Krones использует собственную программу «зелёного» развития и совершенствования — «enviro». Документацию расхода средств подтверждает сертификат TÜV.
К 2011 году количество патентов и шаблонов, зарегистрированных Krones, возросло до 3150.

### Некоторые дочерние предприятия
- KIC Krones GmbH, Нойтраублинг (высокотехнологичные клеи для этикеток и картонной упаковки, средства производства)
- KOSME S.R.L., Ровербелла, Италия (разливочные и упаковочные машины для среднего бизнеса)

## Промышленные сферы

### Производственная техника
Krones оснащает пивоваренные заводы полным спектром производственного оборудования: от сусловарочных установок и систем их снабжения до установок для подвалов хранения и брожения. Производителям прохладительных напитков Krones поставляет установки для производства сиропов и оборудование для смешивания и карбонизации (насыщения углекислым газом). Для консервации напитков используются системы высокого нагревания, а также пастеризаторы. Для обеих производственных сфер предприятие использует собственные вентильные технологии.

### Переработка пластмасс
Главным продуктом этого направления деятельности Krones являются машины для инжекционного выдувания ПЭТ-бутылок с производительностью от 12 800 до 80 000 бутылок в час, для изготовления бутылок объёмом до 3 литров.

### Системы розлива и упаковки продуктов
Krones производит установки наполнения (бутилирования) и упаковывания продукции для круговых конвейеров. Предприятие намеренно дистанцируется от использования конвейеров линейного типа, так как производительность только круговых установок достигает 60 тысяч бутылок или 100 тысяч металлических банок в час. Производятся системы инспекции и контроля ёмкостей и контейнеров, а также системы маркировки и этикетирования продукции с использованием горячего или холодного клея, или самоклеящихся этикеток. Для линий розлива и упаковки Krones были разработаны системы локализированной очистки («cleaning in place»). Спектр завершают машины для упаковки контейнеров одноразового и многоразового использования, сортировочные машины и системы паллетирования.

### IT-решения и системы подачи материала
Электронные системы управления складом упрощают процесс паллетирования и погрузки материала. Обладая собственным концептом для транспортировки сырья, вспомогательных и производственных материалов, Krones способна обеспечить постоянную подачу материала в процессе производства и поставки продукта. Возможности оборудования для сбора и упаковки заказов позволяют укладку товаров нескольких видов на один поддон.
Ответственность за деятельность компании Krones в сфере логистики в будущем[когда?] будет передана фирме Syskron Holding GmbH.

## Инновационные технологии
- 1997 год: начало производства машины для инжекционного выдувания бутылок из ПЭТ.
- 2000 год: поставка первой установки для асептического наполнения чувствительных[неизвестный термин] прохладительных напитков.[7]
- 2002 год: реализация первой установки вторичной переработки ПЭТ для подготовки ПЭТ-бутылок и их повторного использования в качестве сырья, контактирующего с пищевыми продуктами.
- 2005 год: расширение технологии асептического наполнения с помощью влажной стерилизации с пероксидом водорода; до этого компания Krones использовала стерилизацию с перуксусной кислотой; таким образом, компания Krones стала первым предприятием, предлагающим обе технологии.
- 2010 год: разработка технологии ProShape — специального метода для производства овальных и асимметричных пластиковых ёмкостей.[8]
- 2011 год: разработка нового вида упаковки напитков «LitePac»: горлышко пластиковой бутылки снабжается одним-единственным кольцом с ручкой для транспортировки, что сокращает количество выброса полимерной упаковки на 75 %.[9]

## Показатели
Оборотный капитал компании:
- 1,695 млн евро (2005)
- 1,911 млн евро (2006)
- 2,156 млн евро (2007)
- 2,381 млн евро (2008)
- 1,865 млн евро (2009)
- 2,173 млн евро (2010)
- 2,480 млн евро (2011)
- 2,664 млн евро (2012)
- 2,815 млн евро (2013)

Доли оборота по отраслям за 2013 год:
- алкогольные напитки: 46,0 %
- безалкогольные напитки: 45,6 %
- пищевые, химические, фармацевтические, косметические продукты: 8,4 %

Krones входит в список 160 крупнейших компаний Германии, курс её акций учитывается в расчётах фондового индекса SDAX.

## Награды
- Создав самую лёгкую ПЭТ-бутылку для негазированной воды, весом 6,6 грамм, компания Krones в 2008 году стала лауреатом немецкой премии в категории розничной упаковки[11] (недоступная ссылка).

## Правление
- Фолкер Кронзедер — председатель правления
- Райнульф Дипольд
- Вернер Фришхольц
- Кристоф Кленк
- Эрнст Бауманн — председатель наблюдательного совета